# Dilar dochaner
Dilar dochaner är en insektsart som beskrevs av H. Aspöck och U. Aspöck 1968. Dilar dochaner ingår i släktet Dilar och familjen Dilaridae. Inga underarter finns listade i Catalogue of Life.